# Йениш-хаус
Йениш-хаус (нем. Jenisch Haus) — памятник истории и культуры, загородный дом Мартина Иоганна Йениша в Кляйне-Флоттбеке, районе в западном Гамбурге (северная Германия), расположен в парке Йениш в квартале Отмаршен. С 2008 года в Йениш-хаус находится Музей искусства и культуры на Эльбе (Museum für Kunst und Kultur an der Elbe) как филиал музея Альтоны.

## История
Дом построен между 1831 и 1834 годами по проекту архитекторов Франца Густава Форсмана и Карла Фридриха Шинкеля для Мартина Иоганна Йениша в качестве загородного дома. Мартин Иоганн Йениш Младший с 1827 года был сенатором и президентом строительной депутации. В 1828 году он приобрёл имение Флоттбекер у барона Фохта, который уже не мог им управлять из-за своего возраста и финансовых затруднений. Йениш представил эскизы Форсмана, который был сотрудником строительного отдела, архитектору Шинкелю, на их основе Шинкель спроектировал для Йениша совершенно новый загородный дом.
Парк был благоустроен Каспаром Фохтом как образцовая ферма и дендрарий около 1800 года. Он расположен в бывшем независимом районе Кляйн Флоттбек, ныне являющемся частью квартала Отмаршен в Гамбурге, с видом на реку Эльбу. Дом в стиле прусского классицизма, типичного для творчества Шинкеля, считают образцом «ганзейского образа жизни и неоклассической архитектуры».
Украшением дома являются идеальные пропорции, портик с колоннами дорического ордера и золочёные решётки. Большие представительские и общественные помещения расположены на первом «благородном» этаже с наибольшей высотой. Особого внимания заслуживают вестибюль с лестницей, проходящей через все этажи, столовая в белом цвете и «Салон Эльбы» (Elbsalon) с видом на реку.
Интерьеры дома демонстрируют типичное убранство периода немецкого классицизма и бидермайера с уникальной отделкой, мебелью, картинами.
В 1936 году дом Йениша стал музеем. Внутри дом в 1955 году был преобразован в Музей ганзейской культуры. На верхнем этаже устраиваются временные выставки.

## Йениш-парк
Окружающий парк был заложен примерно в 1800 году Каспаром Фохтом как сельская ферма. Сегодняшний Йениш-парк площадью 42 гектара был перепроектирован Иоганном Генрихом Олендорфом в 1828 году после того, как Йениш приобрёл дом. «Императорские ворота» (Kaisertor) в стиле необарокко (1906) ведут в парк, где находятся «Дом Эрнста Барлаха» (Ernst-Barlach-Haus) — музей немецкого скульптора-экспрессиониста Эрнста Барлаха, построенный в 1961 году по проекту Вернера Каллморгена, — и «Яичная хижина» (Eierhütte) с надписью на фронтоне: «Amicis et Quieti» (посвящается друзьям и отдыху). Части парка, в частности влажные луга Флоттбека, с 1982 года находятся под охраной природы как заповедник Флоттбекталь. В 1927 году частный парк был арендован городом Альтона, приобретён в 1939 году и, таким образом, стал доступным для публики.

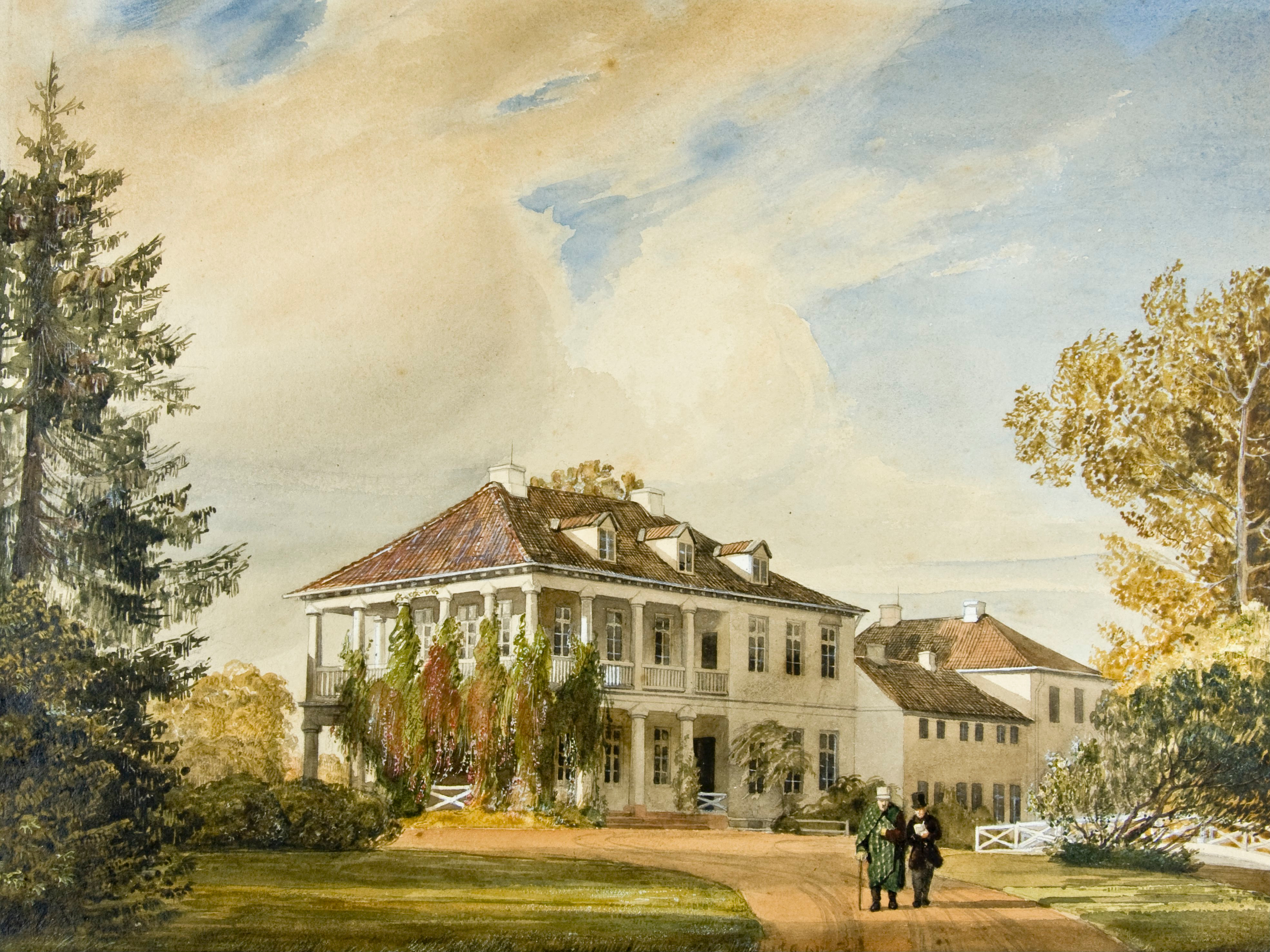
Я. Генслер. Барон Фохт и его секретарь перед загородным домом во Флоттбеке. 1837. Бумага, акварель. Музей Йениш-хаус
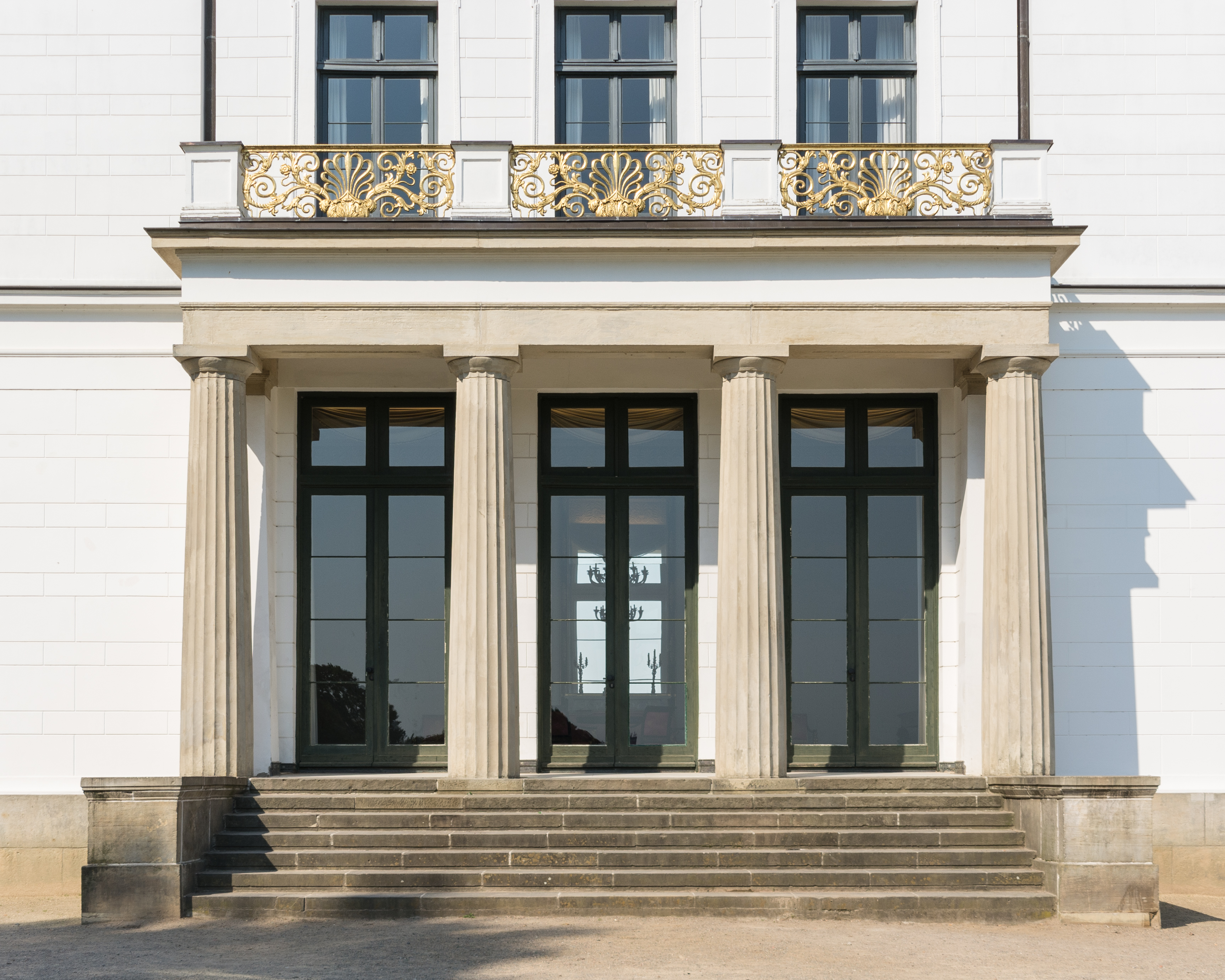
Портик
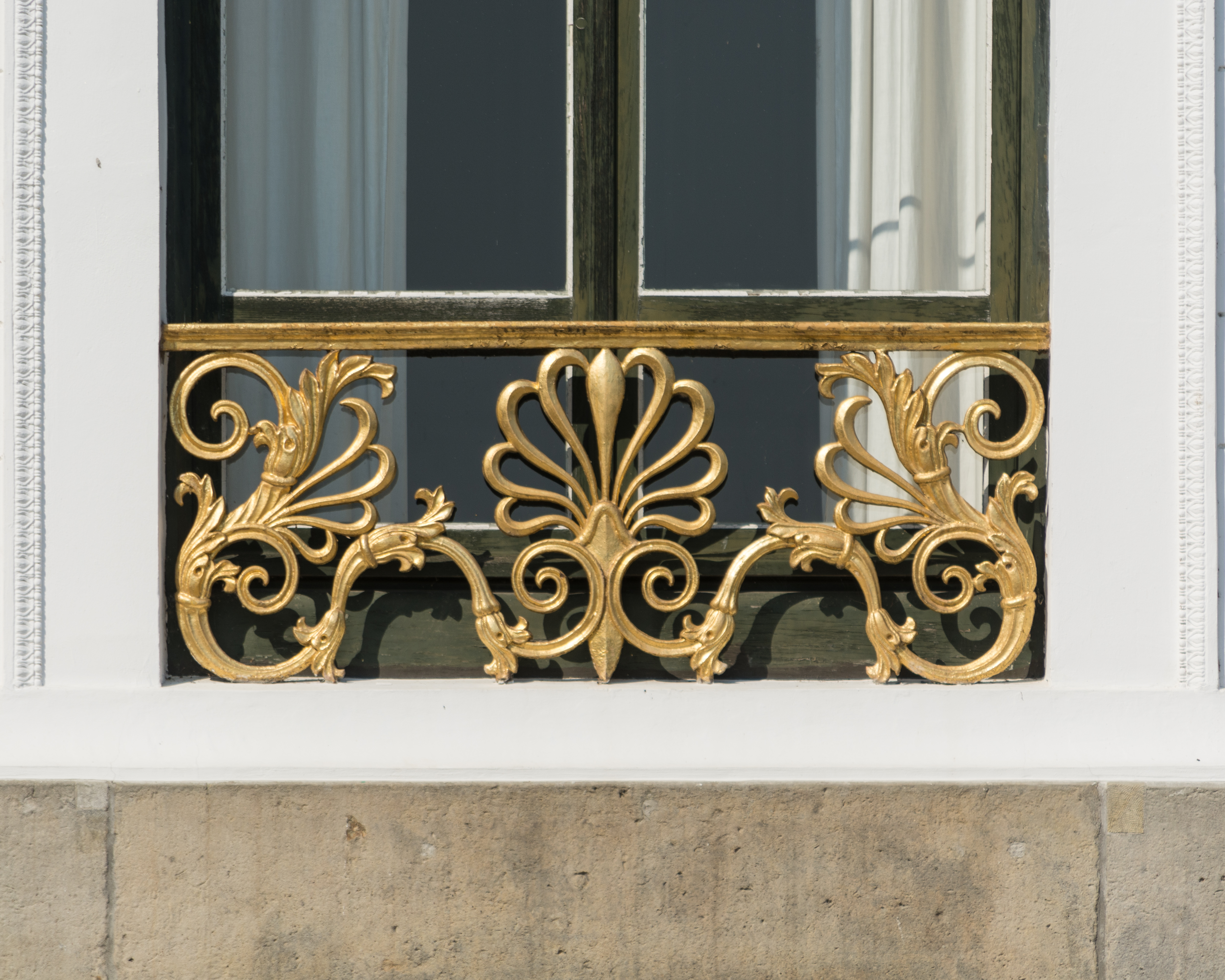
Оконная решётка
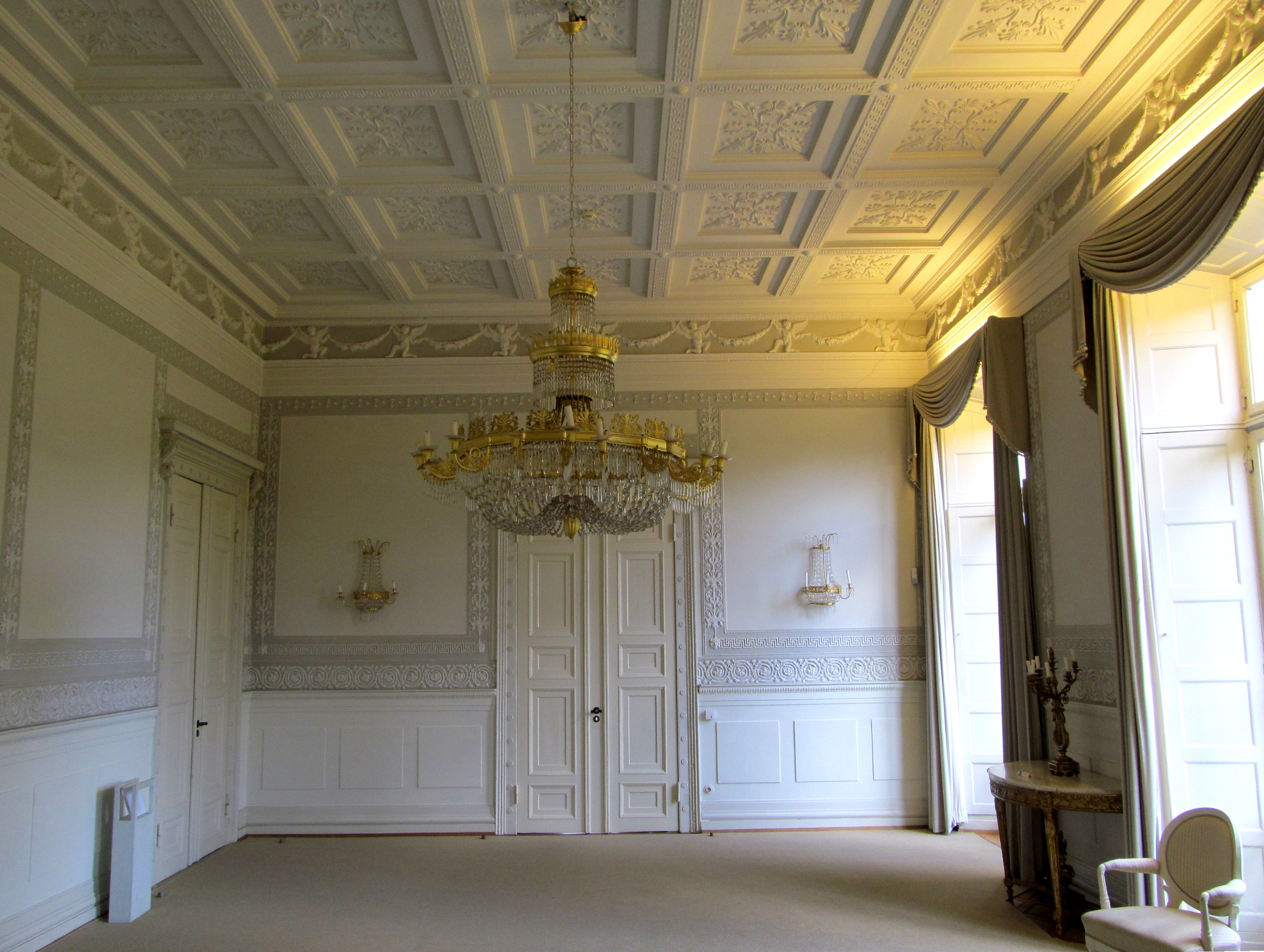
Белый зал (Weißer Saal)
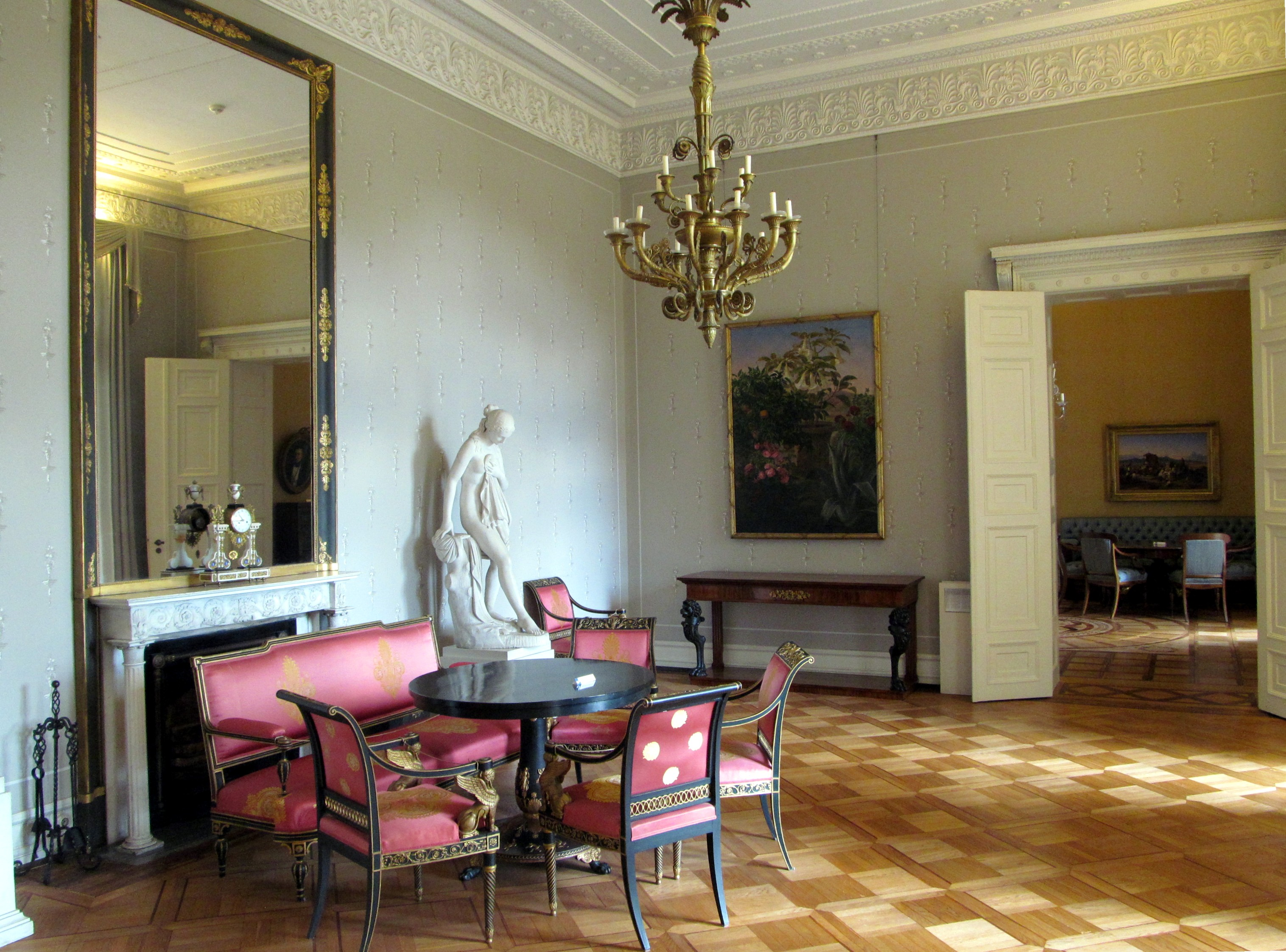
«Салон Эльбы» (Elbsalon)
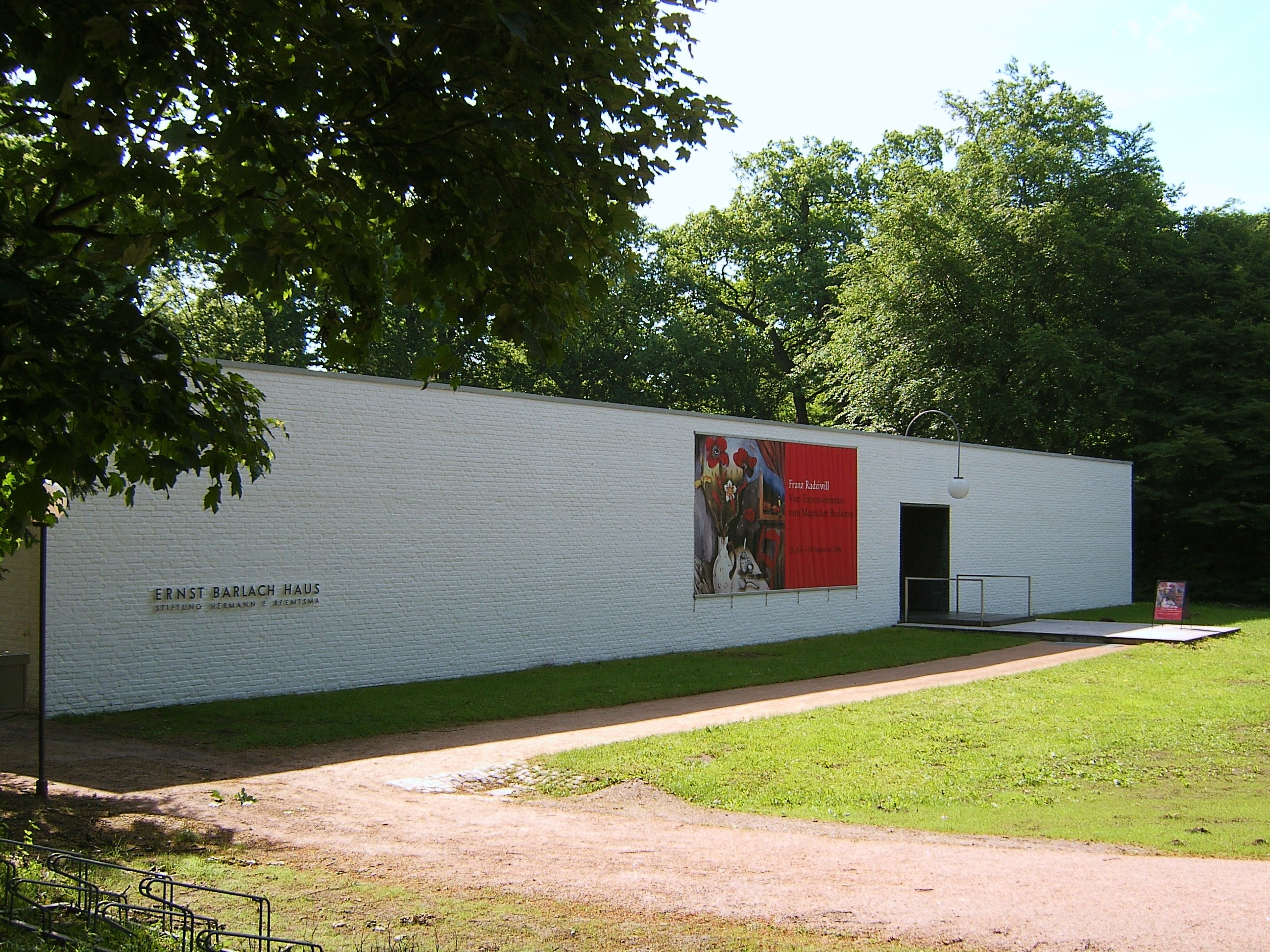
Эрнст Барлах-хаус в Йениш-парке